# Ectmetopterus
Ectmetopterus (лат.) — род полужесткокрылых из семейства слепняков (Miridae) подсемейства Orthotylinae.

## Описание
Блестяще-чёрные или коричневые клопы, иногда с коричневыми и оранжево-коричневыми пятнами. Тело покрыто простыми полуприлежащими щетинками и короткими чешуйчатыми щетинками. Голова поперечная. Глаза маленькие, их высота меньше высоты щек. Заднегрудные дыхальца каплевидные с тонкой каймой. Передний край полунадкрылий равномерно изогнут.  Клавус на вершине расширяется. Жилка R+M почти достигает кунеуса. Брюшко у самок немного шире, чем у самцов. Надёжно отличаются от ближайших родов Halticus и Microtechnites по строению гениталий.

## Экология
Обитающие в Индии виды (Ectmetopterus mishmiensis и Ectmetopterus nandiensis) питаются листьями Paspalum.

## Классификация
В мировой фауне 8 видов. Большинство видов описаны в составе рода Halticus
- Ectmetopterus bicoloratus (Kulik, 1965)
- Ectmetopterus comitans (Josifov et Kerzhner, 1972)
- Ectmetopterus fuscosus (Zou, 1985)
- Ectmetopterus maculipes (Zou, 1985)
- Ectmetopterus micantulus (Horváth, 1905)
- Ectmetopterus mishmiensis Yeshwanth, 2015
- Ectmetopterus nandiensis Yeshwanth, 2015
- Ectmetopterus niger (Zou, 1985)

## Распространение
Обитают в Восточной Азии (Китай и восточная часть России) и южной Азии (Индия).